# Rinorea caudata
Rinorea caudata är en violväxtart som först beskrevs av Daniel Oliver, och fick sitt nu gällande namn av O. Ktze. Rinorea caudata ingår i släktet Rinorea och familjen violväxter. Inga underarter finns listade i Catalogue of Life.